# سميث ماكفيرسون
سميث ماكفيرسون (بالإنجليزية: Smith McPherson)‏ هو قاضي ومحامي وسياسي أمريكي، ولد في 14 فبراير 1848 في موريسفيل في الولايات المتحدة، وتوفي في 17 يناير 1915 في ريد واك في الولايات المتحدة. حزبياً، نشط في الحزب الجمهوري. وقد انتخب عضو مجلس النواب الأمريكي.